# Hyaloctoides gorgoneus
Hyaloctoides gorgoneus är en tvåvingeart som beskrevs av Erich Martin Hering 1958. Hyaloctoides gorgoneus ingår i släktet Hyaloctoides och familjen borrflugor. Inga underarter finns listade i Catalogue of Life.